# Nadace a Země

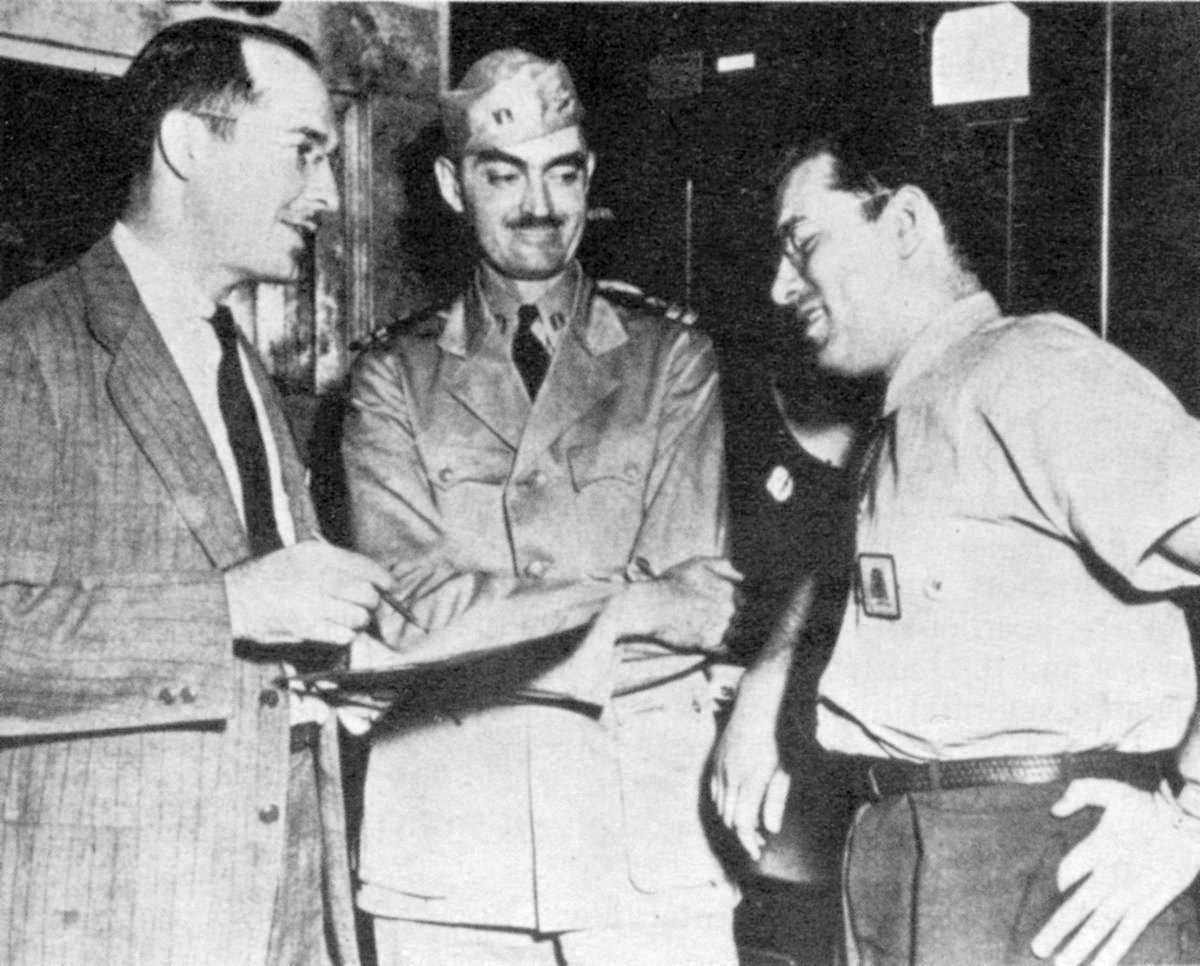
Zleva: Robert Heinlein, Lyon Sprague de Camp a Isaac Asimov, Philadelphia Navy Yard, 1944.

Titul Nadace a Země (anglicky Foundation and Earth) amerického spisovatele a profesora biochemie Isaaca Asimova je pátým dílem slavné sci-fi série o Nadaci (čítající sedm knih) a chronologicky sérii završuje. Příběh navazuje na dílo Nadace na hranicích. Román lze číst samostatně, přestože některé pasáže odkazují na předchozí díl (není jich mnoho).
Závěr příběhu a celé ságy se spojuje s tetralogií robotických detektivek (Ocelové jeskyně, Nahé slunce, Roboti úsvitu, Roboti a impérium).

Návaznost má i další sága o Galaktické říši (romány Hvězdy jako prach, Kosmické proudy, Oblázek na obloze a povídka „Slepá ulička“).
V knize se sice může několik logických souvislostí jevit slabšími, příliš to však nesnižuje hodnotu díla z pohledu čtenáře. Na pozadí humanistických myšlenek autora se rozvíjí kvalitně zkonstruovaný děj se zajímavou a neotřelou pointou.
Nadace a Země byla vydána v USA v roce 1986 nakladatelstvím Doubleday. České vydání bylo realizováno nakladatelstvím AG Kult v roce 1992.

## Námět
Literární dílo líčí pátrání po Zemi, pradávné a mystické planetě, z níž mohlo vzejít lidstvo, přestože to je v galaxii obývané výlučně lidmi (žádné mimozemské formy života zde nejsou) odmítaný a zdiskreditovaný názor.

## Postavy

### Golan Trevize
Golan Trevize je radní Nadace na Terminu, tvrdošíjný, netrpělivý, občas zaslepený, nezřídka neomalený. Vůdce mise, cítí, že nalezení Země je jeho posláním. Dokáže učinit správné rozhodnutí i na základě minima informací. S Bliss se dostává do častých slovních výměn. Jediný kvalifikovaný pilot Vzdálené hvězdy. Má za to, že Fallom představuje skryté nebezpečí díky své odlišné anatomii a potenciálním mentálním schopnostem.

### Blissenobiarella (Bliss)
Blissenobiarella (Bliss) je rozvážná, ze své podstaty Gaie vnímavá mladá žena, často oponuje Trevizi a stojí si za svými rovnostářskými ideami. Sblížila se s Janovem Peloratem, ten její city opětuje. Díky svým telepatickým schopnostem zajišťuje bezpečnost výpravy.

### Dr. Janov Pelorat
Dr. Janov Pelorat je postarší historik a sběratel pradávných mýtů a legend, jenž byl s Trevizem vyslán na vesmírnou misi starostkou Terminu Harlou Branno již v předešlém díle Nadace, během níž se spřátelili. Tmelicí prvek na lodi, svůj názor neprosazuje, spíše navrhuje. Často se nechává unést při proslovech, v čemž jej krotí Golan. Dobrácká a mírná povaha. Zamiloval se do Bliss.

### Fallom
Fallom je solarijské dítě (hermafrodit) s velkou zvídavostí a intelektem. Prahne po nových informacích, snadno a rychle se učí novým věcem. Oblíbí si Bliss a Pelorata, kteří se k němu chovají s láskou, Trevize nemá rádo. I ono má ambice vyzkoušet řízení lodi, pro což nemá Golan Trevize pochopení.

### R. Daneel Olivaw
R. Daneel Olivaw je robot, na což upomíná písmeno R v jeho jméně. Pamětník dávných věků a největší znalec Galaktické říše, spolupracoval již s Elijášem Baley (postava ze série robotických detektivek) a Hari Seldonem. Objeví se na konci příběhu.

## Obsah knihy
Část první – Gaia
1. Pátrání začíná

2. Směrem na Comporellon

Část druhá – Comporellon
3. Na vstupní stanici

4. Na Comporellonu

5. Boj o loď

6. Vlastnosti Země

7. Odlet z Comporellonu
Část třetí – Aurora
8. Zakázaný svět

9. Smečka

Část čtvrtá – Solaria
10. Roboti

11. V podzemí

12. Vzhůru na povrch
Část pátá – Melpomenie
13. Pryč ze Solarie

14. Mrtvá planeta

15. Lišejník
Část šestá – Alfa
16. Střed světů

17. Nová Země

18. Hudební slavnost
Část sedmá – Země
19. Radioaktivní ?

20. Blízký svět

21. Pátrání končí

## Děj

### Část první – Gaia
Golan Trevize, člen rady Nadace na Terminu (centrální planetě První Nadace), muž s pozoruhodnou schopností učinit správné rozhodnutí i na základě minima informací rozhodl o další budoucnosti lidstva, upřednostnil Galexii před Druhou Galaktickou říší vedenou buďto mentalisty z Druhé Nadace či lidmi První Nadace opírajícími se o technologické zázemí, čímž odsoudil psychohistorický plán Hariho Seldona k zániku. Galexie má fungovat jako živý superorganismus zahrnující celou galaxii obývanou lidmi, jako obdoba Gaii v mnohem větším měřítku.
Toto spíše podvědomé rozhodnutí jej znepokojuje, potřebuje si jej ospravedlnit a nalézt důkazy, že se nemýlil. Domnívá se, že je nalezne na Zemi, planetě, z níž mohla vzejít kolonizace vesmíru. O Zemi se toho však moc neví, je opředena pouze mýty a legendami. Nikdo neví, zda ještě existuje a v kterém vesmírném sektoru by se mohla nacházet. V pátrání je Trevizi nápomocen přítel historik Janov Pelorat, jehož celoživotní náplní a vášní je shromažďování archaických legend a Blissenobiarella (zkr. Bliss), mladá žena z Gaii, jejímž úkolem je zajistit bezpečnost posádce lodi díky svým mimořádným psychickým schopnostem.
Gaia je planeta, na níž existuje kolektivní vědomí všech jejích složek a díky tomu jsou všechny ideálně vyvážené. Každý obyvatel planety má přístup k celkovému vědění, individualismus a s ním i opozice jsou výrazně omezeny. Populace je udržována víceméně na konstantní úrovni a jednotlivé části planetárního organismu jsou v naprostém souladu.
Poté, co vyšlo najevo, že veškeré zmínky o Zemi byly odstraněny z Galaktické knihovny na Trantoru, centrální planety první Galaktické říše, zajímá se Trevize, jaké informace ohledně Země má k dispozici Gaia. Zjistí, že rovněž žádné. Rozhodne se držet jediného vodítka, které má a se svými společníky odlétá na planetu Comporellon.

### Část druhá – Comporellon
Přílet na Comporellon provázejí komplikace. Na vstupní stanici na oběžné dráze, kde probíhají kontroly lodi, nákladu a cestujících sloužící úředníci odmítají vpustit dál Bliss, která nemá patřičné doklady totožnosti. Situaci zachraňuje Golan Trevize, jenž nakonec docílí toho, že Bliss může pokračovat zároveň s nimi na Comporellon.
Po přistání na planetu jsou všichni tři zatčeni a předvedeni před ministryní dopravy. Trevize se dopídí, že Comporellon má zájem o jejich hvězdolet.
Gravitační loď FS Vzdálená hvězda je nejmodernější vesmírné plavidlo, využívá pokročilých technologií První Nadace. Právě technologická vyspělost umožnila Nadaci vybudovat Druhou galaktickou říši. Dokáže se pohybovat nezávisle na gravitaci, vyvine rychlost blízkou rychlosti světla a má unikátní počítač, který se při ovládání propojí se smysly pilota a znásobí tak jeho schopnosti. Je to opět Golan Trevize, jemuž se podaří ošemetnou situaci vyřešit a udržet status quo.
V hlavním městě planety vyhledají Trevize, Pelorat a Bliss místního historika Vasila Deniadora. Ten jim poskytne bližší vysvětlení.
Vesmír byl kolonizován ve dvou vlnách. V první vlně lidé obsadili 50 nejbližších světů za pomoci robotů. Tyto světy se nazývají Intermitentní neboli Zakázané. V současnosti se o nich ví velmi málo, neví se ani to, zda jejich obyvatelé ještě žijí či už vymřeli. Předpokládá se druhá varianta, neboť existuje teze, že společnost s robotickou složkou prodělá dekadenci. Komunikace ani jakýkoli jiný kontakt s Intermitentními světy neprobíhá. Ve druhé vlně lidé postupně obsadili zbytek galaxie již bez robotů a vytvořili první Galaktickou říši s centrální planetou Trantorem.
Cestovatelé obdrží od comporellonského historika souřadnice tří Intermitentních světů, na něž narazil během svého bádání.

### Část třetí – Aurora
První ze souřadnic, které Trevize zadal do palubního počítače, přivedly posádku Vzdálené hvězdy na planetu s relativně mírným podnebím. Bliss, jejíž mentalické schopnosti jí umožňují na dálku zaregistrovat neuronovou aktivitu mozku, zachytí přítomnost zvířat, ne však lidí. Zdá se, že planeta bez lidí pustne.
Přistanou poblíž sutin, kde Golan doufá, že naleznou nějakou informaci vedoucí k cíli – Zemi. Před výstupem z lodi se ozbrojí mj. neuronovým bičem, což Bliss neschvaluje. Jako součást Gaii se staví proti násilí. Nakonec to je klíčové rozhodnutí, neboť Golana napadne smečka zdivočelých psů, kteří se dostali v nepřítomnosti člověka na nejvyšší evoluční příčku planety. Společnými silami se Bliss a Trevizi podaří zahnat je na útěk.
Pelorat mezitím nalezne zbytky robota a také nápis na rozvalině, díky čemuž identifikuje planetu. Aurora znamená „úsvit“ a podle historikovy teorie by to mohl být první osídlený svět během první vlny kolonizace.

### Část čtvrtá – Solaria
Přílet na Solarii, nejmladšího z padesáti Intermitentních světů (jak se později dozvědí) proběhne bez potíží. Po přistání se objeví roboti a zanedlouho i Bander, vládce državy, který se jich ujme. Bander hovoří galaxštinou a je zpočátku ochoten se s cizinci podělit o informace a dokonce je provést po svých pozemcích, byť to dle jeho vlastních slov představuje vážné porušení bezpečnosti. Intermitentní světy vždy tíhly k individualismu. Na Solarii v tom pokročili nejdál. Za 20 000 let izolace se z lidí stali uzavření hermafrodité s minimem potřeby sociálního kontaktu. Počet obyvatel planety se pohybuje kolem čísla 1 200, veškeré území je rozděleno na teritoria, na každém z nich svrchovaně vládne jen jediný Solarian, který má k dispozici velký počet robotů. Vzájemně se nenavštěvují, jednou za čas pořádají pouze videokonference, na nichž probírají některé nezbytnosti. Každá z držav je víceméně soběstačná, některé zdroje a výrobky jsou předmětem výměnného obchodu. Solariané se také dožívají mnohem vyššího průměrného věku než ostatní lidé. Vyvinuly se u nich mozkové „lalokové usměrňovače“, díky nimž mohou zásobovat energií roboty i ovládat běžné zařízení domu.
Na dotaz ohledně Země a její polohy reaguje solarianský obyvatel zdrženlivě, došlo údajně k válce mezi Zemí a Intermitentními světy, přičemž většina povrchu mateřské planety byla zasažena radioaktivitou. Sám žádné historické záznamy nemá a nedomnívá se, že by obdobné vlastnil kdokoliv jiný.
Bander provede trojici po svém rozsáhlém sídle, jehož velká část je v podzemí. Po exkurzi jim oznámí, že odlet ze Solarie je nemožný, neboť představují pro jejich společnost značné riziko. Ne tak ani oni samotní jako spíše fakt, že po dlouhé době znovuobjevili jejich planetu a Solariané si nepřejí další kontakty se zbytkem Galaxie.
Bander všem sdělí, že jedinou jejich možností je rychlá smrt. V následujícím střetu se Bliss pomocí své mentální schopnosti pokusí Bandera omráčit, ale neodhadne funkci jeho lalokových usměrňovačů a zabije ho. Energie, kterou Bander dodával sídlu již neproudí a vše se ponoří do tmy. Roboti jsou nehybní, ventilace nefunguje. Jak se dostat z hloubi podzemí na povrch?
Pomůže jim v tom solarianské dítě Fallom, nástupce Bandera, vychovávané v izolaci robotickou chůvou. Fallom zná cestu na povrch. Tam na ně čeká další nepříjemnost. U Vzdálené hvězdy hlídkují čtyři dozorčí roboti s nezávislým zdrojem energie. Výpadek proudu v celé državě Bander nezůstal dlouho bez povšimnutí. I oni neústupně trvají – pro posádku lodi – na nepřijatelných podmínkách. Musejí být odstraněni z cesty. Fallom odlétá společně s Trevizem, Peloratem a Bliss.

### Část pátá – Melpomenie
Po předešlých nezdarech je těžké udržet víru v jakýkoli pokrok, zvláště poté, co vyjde najevo, že na třetí Intermitentní planetě Melpomenii je pouze řídká atmosféra. Ukáže se, že na povrchu jsou četná sídla, z nichž vyčnívají dvě větší města. Trevize konzultuje otázku přistání s dr. Peloratem, jenž mu doporučí menší město, jeví se mu jako administrativní centrum. Oba si navléknou skafandry a vydají se na průzkum, zatímco Bliss zůstává v lodi a stará se o Fallom.
Ve městě jsou relativně zachovalé budovy, i když zub času se nevyhnul ani jim. V Paláci světů rozluští Pelorat tabuli s názvy a souřadnicemi všech Intermitentních světů a vydedukuje, že současná planeta se jmenuje Melpomenie a je v pořadí devatenáctou terraformovanou. Cenné informace.
V další budově by se mohly nalézat ještě zajímavější informace, Pelorat z Trevizem našli totiž planetární knihovnu. Doktor Pelorat je se svými znalostmi pradávného jazyka schopen rozluštit filmové knihy, ovšem stejně jako jinde obsahují materiály výhradně o Zakázaných světech.
Trevize si všimne, že na skafandru se jim začíná rozmáhat jakýsi lišejník, jediná zde zaznamenaná forma života. Kvůli obavám z infekce se společně vracejí do lodi, kde podstoupí důkladnou dezinfekci a UV ozařování.
Golan Trevize je zklamaný, ale nehodlá se za žádných okolností vzdát svého záměru najít Zemi, ať to stojí cokoliv. I kdyby měl obletět všech 47 zbývajících světů. V první moment nevěří slovům Janova, který mu klidným hlasem sděluje, že teď už ví, kde se nachází planeta všech planet – Země.

### Část šestá – Alfa
Historikova jistota vychází z Yariffova projektu (neúspěšného, neboť pracoval se špatnými daty), jenž dr.Pelorat použil na souřadnice planet z Paláce světů, které si vyfotografovali na Melpomenii. Teorie vychází z předpokladu, že vesmír byl kolonizován postupně a rovnoměrně. Použije-li se na padesátku starých světů první vlny osídlování, měl by po odečtení faktoru času (a tedy pohybu hvězd v prostoru) počítač zobrazit přibližně kulovou sféru, poblíž jejího středu by se měla nacházet Země.
Trevize nechá palubní počítač zpracovat tato data a v centru modelu zazáří dvojhvězda. Je jasné, že zde Zemi nenajdou, neboť v legendách nestojí ani zmínka o tom, že by Země obíhala kolem binárního hvězdného systému. Provede korekci údajů a nedaleko objeví vhodnou hvězdu, o níž je přesvědčen, že je to slunce hledané planety. Pro získání maxima informací se Trevize rozhodne zapátrat na Alfě Centauri.
Přistanou na planetě Alfa, jejíž povrch tvoří rozsáhlý oceán. Jedinou pevninou je zde nevelký ostrov. Najdou zde zemědělskou společnost, která nejeví známky nepřátelství. Technika je primitivní, ale zdá se, že lidé zde jsou spokojení. Ovládají dokonce počasí. Nejsou příletem cizinců nijak překvapeni.
Po přistání a všeobecném přivítání se role průvodkyně ujme dívka Hiroko. Pelorat se sejde s místním staršinou Monolejem, aby vyslechl zdejší báje. Zjistí, že ostrov se jmenuje Nová Země a Alfané jsou přímými potomky pozemšťanů, kteří přesídlili sem poté, co se celý povrch planety stal radioaktivním a tudíž neobyvatelným.
Bliss s Falomou dostali příbytek (Faloma je nesvá z tolika lidí) a Hiroko se coby vzorná hostitelka věnuje Trevizi.
Další den se koná hudební slavnost, místní muzikanti hrají na dávné nástroje. Po koncertě projeví Falloma zájem o flétnu, kterou zná ze Solarie. Dokáže na ni zahrát nádhernou melodii (za pomoci lalokových usměrňovačů), tímto ohromí všechny přítomné v síni. Hiroko jí flétnu věnuje.
Trevize hodlá vyčkat s odletem do doby, než si budou moci promluvit i s dalšími obyvateli Nové Země, ale večer Hiroko dobrodruhy varuje, že musí ihned odletět. Trevize je nakažen smrtelným virem, jenž je zatím neaktivní, ale pokud by zůstali, přenese se i na jeho společníky. I tato planeta se tedy brání vetřelcům z Galaxie, jen díky Fallomině schoposti vykouzlit nádherné melodie na flétnu a náklonnosti Hiroko k Trevizi uniknou záhubě. I Golan je nucen uznat, že bylo moudré vzít sebou Fallomu při odletu ze Solarie, nyní velkou měrou přispěla k záchraně jejich životů.

### Část sedmá – Země

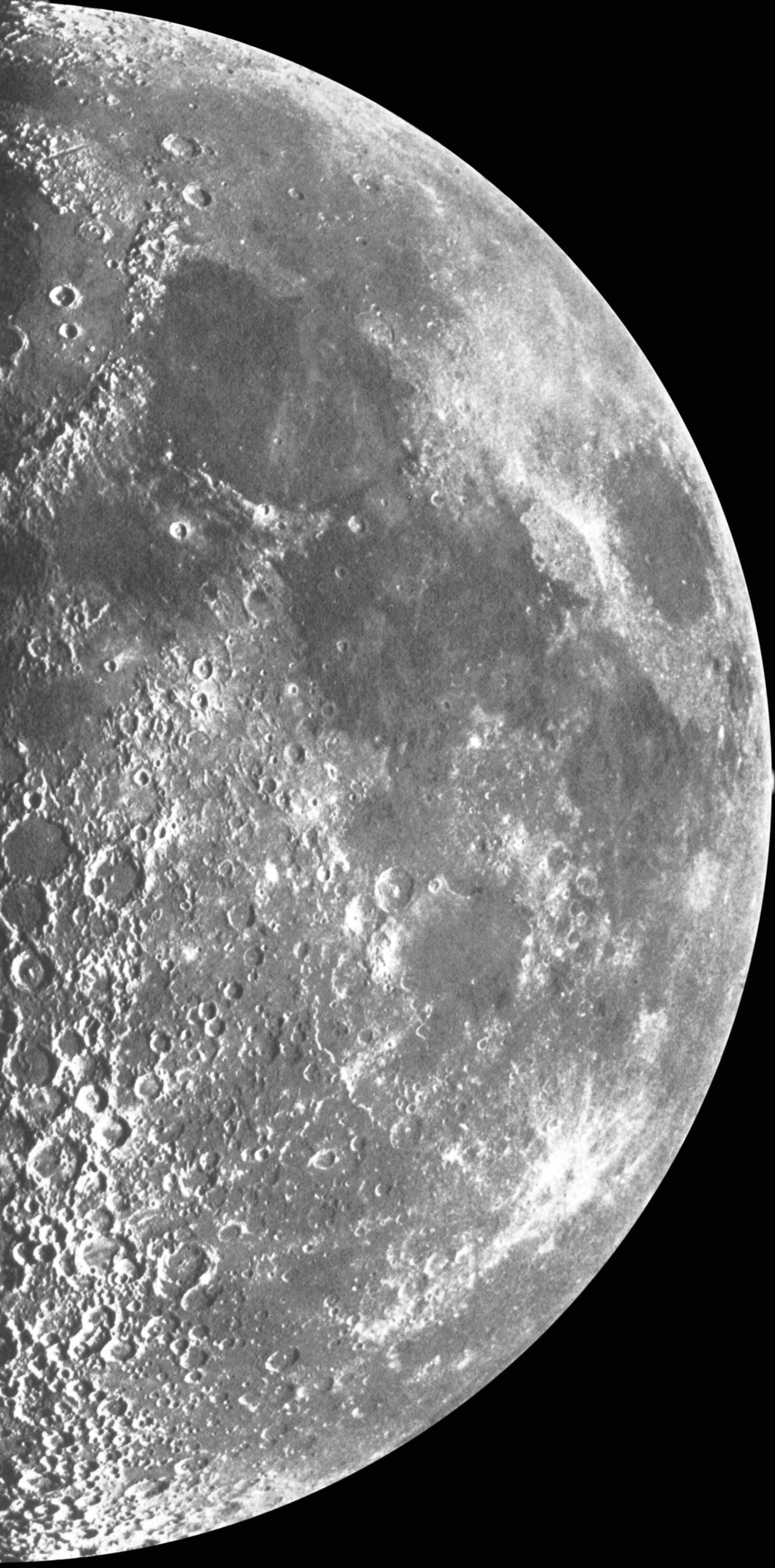
Fotografie poloviny Měsíce od Maurice Loewyho.

Po hyperprostorovém skoku je zřejmé, že Země se nachází v tomto planetárním systému. Všechny indicie tomu nasvědčují, šestá planeta – plynný obr má rozsáhlé prstence a třetí planetu – Zemi, obíhá obrovský satelit, přesně jak tvrdí pradávné legendy.
Trevize dbá na opatrnost, má za to, že Země se doteď snažila zamést všechny stopy v Galaxii o své přítomnosti a musí být tedy velmi mocná. Když se rozhodne přiblížit, zažije velké rozčarování – povrch planety je skutečně silně radioaktivní, nic zde nemůže přežít. Zdá se, že pátrání je neúspěšné, avšak díky Fallom se pilot soustředí na blízkou oběžnici – Měsíc. Ten je sice bez atmosféry, nicméně pod povrchem mohou existovat podmínky k přežití.
Skutečně, Bliss zachytí zřetelný signál inteligentní bytosti.
V podzemí na trojici s dítětem čeká robot R. Daneel Olivaw. Poskytne Trevizi s Peloratem přesvědčivé vysvětlení. To on tahal za nitky ovládající dění galaxie během posledních 20 000 let. Byl stvořen na Auroře, pomáhal pozemskému detektivovi Eliáši Baleymu a mnohem později spolupracoval s Hari Seldonem na realizaci psychohistorie. Stál i za vznikem Gaii.
Trevize se až nyní mohl utvrdit díky informacím od R. Daneela Olivawa, že jeho rozhodnutí – dát přednost Galexii před Druhou galaktickou říší bylo správné.
„Vezměme to od začátku. My oba jsme Izolovaní.“

„To je její termín, Janove. Raději se považuji za individualitu.“

„To je jenom záležitost sémantiky, přítelíčku. Říkej tomu, jak chceš, ale jsme uzavřeni do svých vlastních kůží, obklopeni svými soukromými myšlenkami a nejdříve a především myslíme na sebe. Pro nás je prvním zákonem přírody sebeobrana, dokonce i když to znamená zničit každého živáčka v okolí.“

„O lidech bylo vždy známo, že dokáží položit svůj život za druhé.“

„Vzácný jev. Mnohem více je o lidech známo, že dokázali obětovat nejnaléhavější zájmy druhých pro nějaký svůj pošetilý vrtoch.“

„Co to má společného se Solarií?“

„Vždyť na Solarii jsme viděli, co se z Izolovaných – nebo jestli chceš z individualit – může stát. Solariané dokáží stěží přenést přes srdce, že si mezi sebe mají rozdělit celý jeden svět. Považují život v naprosté izolaci za dokonalou svobodu. Dokonce i ke svým dětem necítí nic jiného než touhu zabít je, když je jich příliš. Obklopují se otrockými roboty, kterým dodávají energii, takže když zemřou, symbolicky s nimi zemře také jejich obrovská država. Dá se tohle obdivovat, Golane? Můžeš to přirovnat ke slušnosti, laskavosti a vzájemnému zájmu, jaké jsou na Gaie…? Bliss se mnou o tomhle vůbec nemluvila. Je to můj vlastní pocit.“

„Tenhle pocit je ti vlastní, Janove. Já mám stejný. Myslím si, že solarijská společnost je příšerná, ale vždycky tomu tak nebylo. Solariané jsou vzdálenými potomky pozemšťanů a přímými potomky Intermitentních, kteří vedli mnohem normálnější život. Z nějakého důvodu si vybrali cestu, která vedla k extrému, ale podle extrému nemůžeš soudit. Dokázal bys v celé Galaxii se všemi těmi milióny obydlených světů najít jediný, který má nebo v minulosti měl společnost, jaká je na Solarii – nebo alespoň vzdáleně se té solarijské podobající? A měla by vůbec Solarie takovou společnost, kdyby nebyla tak prošpikována roboty? Je vůbec myslitelné, aby společnost individualit dospěla na vrchol takové solarijské ohavnosti bez robotů?“

## Česká vydání
- Nadace a Země, 1. vydání, AG Kult, 1992, ISBN 80-901035-2-9 , překlad Ivan Boukal, 425 stran, brožovaná [2]
- Nadace a Země, 2. vydání, Triton / Argo, 2012, ISBN 978-80-257-0601-5, překlad Robert Tschorn, 374 stran, vázaná